# 米利都的提馬克斯
提馬克斯 （前三世紀人物），是小亞細亞米利都的僭主。
前259年，提馬克斯和托勒密發動叛亂對抗托勒密埃及托勒密二世。隔年，塞琉古帝國安條克二世因第二次敘利亞戰爭進攻托勒密屬地米利都，提馬克斯被殺。米利都市民歡天喜地，給解放城市的安條克二世「神」的稱號。